# Cult of Herodias
Cult of Herodias ist eine 2012 gegründete Atmospheric-Doom-Band.

## Geschichte
Das in Holbrook im Bundesstaat New York lebende Ehepaar Kristina und Michael J. Rocco gründete Cult of Herodias als gemeinsames Bandprojekt. Die Band entstand 2012 als Heroidas, nach einer Akustik-Tournee des Paares als Unterhaltungsmusiker. Die Roccos wurden im Rahmen ihrer Auftritte lediglich als Dienstleister und Hintergrund-Musiker für soziale Zusammenkünfte wahrgenommen. In diesem Geschäft, betonte Kristina Rocco, sei die Konkurrenz immens und das Paar „eine Nadel in einem Nadelhaufen.“ Das Duo beschloss daraufhin, dass eine Fortführung der gemeinsamen Musikkarriere, unabhängig vom möglichen wirtschaftlichen Erfolg, nur in der Verfolgung der eigenen musikalischen und kreativen Interessen stattfinden solle.
Nach der Veröffentlichung des Debütalbums Dance of the Seven Veils im Selbstverlag 2012, änderte das Duo den Namen zu Cult of Herodias und veröffentlichte 2014 ein selbstbetiteltes Album und 2015 das nachkommende Greyvein. Beide Alben als Cult of Herodias erschienen über New Frame Records. Nach der Veröffentlichung von Greyvein wurde bei Kristina Rocco Krebs diagnostiziert. Im Zuge der Therapie pausierten alle Musikprojekte unter ihrer Beteiligung, inklusive Cult of Herodias. Nach ihrer Genesung wurden unterschiedliche Musikprojekte des Ehepaars wiederaufgenommen. Eine Fortführung von Cult of Heroidas blieb dabei vakant.

## Werk und Wirkung
Das Ehepaar veröffentlichte drei Alben als Cult of Herodias. Die darauf präsentierte Musik wird als Crossover aus Neoklassik und Funeral Doom. Als inhaltliche Konstante der Gruppe gelten Kristina Roccos Texte in Latein und Spanisch, die sich an dem namensgebenden Themenkomplex um Heroidas orientieren. Derweil wurde in Besprechungen der Musik die Kombination aus harschem Funeral Doom und der ätherischen Gesangsleistung hervorgehoben.

### Inhalt
Die Texte werden von Kristina Rocco, die als Fremdsprachenlehrer arbeitet, in Latein und Spanisch verfasst und gesungen. Als konzeptionelle Klammer gibt sie im Gespräch mit dem Decibel Magazin „die okkulte Geschichte von Herodias und die Art und Weise, wie sie Menschen um sich herum manipulierte“ an. Dabei blieben die Texte „sehr abstrakt“ und als Spiegel eigener Emotionen verfasst. Die hintergründigen Topoi ihrer Lieder seien „Verwirrung, Depression, Liebesverlust, Isolation und Verachtung.“

### Musik
Die Gruppe selbst bezeichnet ihren Stil als „experimentellen Doom Metal mit klassischem Gesang“. Dem Webzine Doom-Metal.com zufolge spielt Cult of Herodias Atmospheric Doom, einen Crossover aus Funeral Doom und Neoklassik. Als herausstechendes und eigenständiges Merkmal der Musik gilt der Kontrast zwischen dem düsteren und dröhnenden Gitarrenspiel und der ätherischen und hohen Frauenstimme, die Texte in Latein und Spanisch vorträgt. Die weitere Instrumentierung aus Keyboard, Piano und Schlagzeug wird in Rezensionen und Banddarstellungen hingegen aufgezählt, jedoch kaum kommentiert.
Dem Decibel Magazin zufolge kombiniert das Duo „Abgrund und Schönheit in perfekten Proportionen.“ Zum Vergleich wird für Doom-Metal.com auf eine Paarung aus Mournful Congregation und Ophelia’s Dream, für Decibel Magazin auf eine aus Virgin Black und Half Makeshift verwiesen. In einer für Doom-Metal.com verfassten Rezension zu Dance of the Seven Veils verweist Dominik Sonders auf Sängerinnen wie Cecilie Langlie von Omit und Toril Snyen von Funeral, kombiniert mit dem Gitarrenspiel von Hierophant sowie eine Stilverwandtschaft zu Consummatum Est.